# Hexameritia micans
Hexameritia micans är en tvåvingeart som beskrevs av Philippi 1865. Hexameritia micans ingår i släktet Hexameritia och familjen rovflugor. Inga underarter finns listade i Catalogue of Life.